# District de Yizhou
Cette page contient des caractères spéciaux ou non latins. S’ils s’affichent mal (▯, ?, etc.), consultez la page d’aide Unicode.
Pour les articles homonymes, voir Yizhou.
Le district de Yizhou (chinois : 伊州区 ; pinyin : yīzhōu qū), en ouïghour Qumul (ouïghour : قۇمۇل شەھىرى, ouïghour cyrillique : Ивирғол EOL : Iwirghol) est un district de la préfecture de Hami, situé à l'est de la région autonome ouïghour du Xinjiang, en Chine.

## Climat
Le climat est de type continental sec. Les températures moyennes pour le district de Yizhou vont de -10 °C pour le mois le plus froid à +26 °C pour le mois le plus chaud, avec une moyenne annuelle de 9,8 °C, et la pluviométrie y est de 34 mm.

## Population
La population du district était de 364 796 habitants en 1999.

## Économie
La production locale de melons hami est renommée en Chine.